# Acacia adunca
Acacia adunca é uma espécie de leguminosa do gênero Acacia, pertencente à família Fabaceae.